# Olceclostera ibar
Olceclostera ibar är en fjärilsart som beskrevs av William Schaus 1927. Olceclostera ibar ingår i släktet Olceclostera och familjen silkesspinnare. Inga underarter finns listade i Catalogue of Life.